# Douglas (football, 1987)
Pour les articles homonymes, voir Douglas.
Dyanfres Douglas Chagas Matos dit Douglas est un footballeur brésilien né le 30 décembre 1987 à Morros. Il évolue au poste d'attaquant.

## Biographie
Douglas joue au Brésil, au Japon et aux Émirats arabes unis.
Il inscrit 21 buts dans le championnat du Japon en 2015, ce qui fait de lui le deuxième meilleur buteur du championnat, derrière Yoshito Ōkubo. Lors de cette saison, il inscrit un triplé contre le Nagoya Grampus, puis un second triplé contre le Shonan Bellmare.
Il participe à la Ligue des champions d'Asie avec les clubs du Sanfrecce Hiroshima et d'Al Ain. Il atteint la finale de la Ligue des champions en 2016 avec Al Ain, en étant battu par le club sud-coréen de Jeonbuk.

## Palmarès
- Champion du Japon en 2015 avec le Sanfrecce Hiroshima
- Troisième de la Coupe du monde des clubs de la FIFA en 2015 avec le Sanfrecce Hiroshima
- Finaliste de la Ligue des champions d'Asie en 2016 avec Al Ain

## Distinction personnelle
- Membre du J.League Best Eleven lors de la saison 2015